# ال تورنو
ال تورنو (به اسپانیایی: El Torno) یک منطقهٔ مسکونی در اسپانیا است که در استان کاسرس واقع شده‌است. ال تورنو ۲۲ کیلومتر مربع مساحت دارد ۷۶۹ متر بالاتر از سطح دریا واقع شده‌است.